# Anthony Griffin (cầu thủ bóng đá)
Anthony Griffin (sinh ngày 22 tháng 3 năm 1979) tại Bournemouth, Anh, là một cầu thủ bóng đá người Anh đã giải nghệ từng thi đấu ở vị trí hậu vệ for Bournemouth và Cheltenham Town tại Football League.